# Grzegorz Pecka
Grzegorz Pecka – doktor habilitowany sztuk muzycznych, profesor nadzwyczajny Instytutu Muzykologii Wydziału Teologii Katolickiego Uniwersytetu Lubelskiego Jana Pawła II, specjalista w zakresie prowadzenia zespołów wokalnych i wokalno-instrumentalnych.
Od 2011 r. pełni funkcję dyrygenta Chóru Katolickiego Uniwersytetu Lubelskiego oraz Chóru Archikatedry Lubelskiej. W 2016 r. otrzymał Medal Kochaj i Służ przyznawany przez parafię rzymskokatolicką św. Maksymiliana Kolbe „tym, którzy przejawiają wyjątkową aktywność w czynieniu dobra, niosą pomoc, krzewiąc idee chrześcijańskie w życiu parafii i lokalnej społeczności, zachowując przy tym postawę godną człowieka i chrześcijanina”.

## Życiorys
W 1992 uzyskał tytuł magistra, a w 1999 stopień doktora. W 2004 otrzymał na Wydziale Dyrygentury Chóralnej, Edukacji Muzycznej i Rytmiki Akademii Muzycznej im. Stanisława Moniuszki w Gdańsku stopień doktora habilitowanego sztuk muzycznych w dyscyplinie dyrygentura.
Został profesorem nadzwyczajnym Instytutu Muzykologii Wydziału Teologii KUL.